# カリム・ハビブ
カリム・アントワン・ハビブ（Karim Antoine Habib、1970年生）は、レバノン系カナダ人の自動車デザイナーである。

## 略歴
幼少期にケベック州モントリオールに移住しマギル大学で学んだ。また、アートセンター・カレッジ・オブ・デザインのスイス校にも留学した。1998年、BMWに入社。
2009年にダイムラーに移籍。メルセデス・ベンツのチーフデザイナーであるゴードン・ワグナーの直属の部下となり、コンセプトカーのFシリーズの責任者となる。2011年、BMWに復帰しチーフエクステリアデザイナーとなる。
2012年、BMWブランドのチーフデザイナーとなり、BMWグループ全体のデザインを統括するアドリアン・ファン・ホーイドンクの直属の部下となる。
2017年3月14日、日産自動車のグローバルデザイン統括担当SVPとなったアルフォンソ・アルベイザの後任としてインフィニティのチーフデザイナーに7月1日付で就任することが発表された。しかし、2019年8月26日にインフィニティを去ることが発表され、中村泰介が後任となった。9月6日、起亜自動車がハビブが10月からデザインセンター長兼上級副社長に就任することを発表した。

## 代表作
- BMW・7シリーズ (F01)
- BMW・コンセプトCS
- メルセデス・ベンツ・Cクラス (W205)
- スマート・フォーツー/フォーフォー (W453)
- BMW・X2コンセプト
- BMW・3.0CSLオマージュコンセプト